# Peribatodes brunneata
Peribatodes brunneata är en fjärilsart som beskrevs av Barend J. Lempke 1952. Peribatodes brunneata ingår i släktet Peribatodes och familjen mätare. Inga underarter finns listade i Catalogue of Life.